# Wormaldia cantabrica
Wormaldia cantabrica är en nattsländeart som beskrevs av Gonzalez och Lazar Botosaneanu 1983. Wormaldia cantabrica ingår i släktet Wormaldia och familjen stengömmenattsländor. Inga underarter finns listade i Catalogue of Life.